# Centaurea cana
Centaurea cana là một loài thực vật có hoa trong họ Cúc. Loài này được Sibth. & Sm. mô tả khoa học đầu tiên.